# Helianthemum monspessulanum
Helianthemum monspessulanum är en solvändeväxtart som beskrevs av Georges Rouy och Fouc.. Helianthemum monspessulanum ingår i släktet solvändor, och familjen solvändeväxter. Inga underarter finns listade i Catalogue of Life.